# Турбинная улица (Санкт-Петербург)
Турби́нная улица — улица в Кировском районе Санкт-Петербурга. Проходит за Нарвской заставой от Промышленной до Новоовсянниковской улицы.

## История
Эта улица была проложена в 1930-х годах. Первое время она тянулась только до улицы Зои Космодемьянской и именовалась 2-й Турби́нной улицей. 1-й Турбинной тогда называлась нынешняя улица Косинова, а 3-й Турбинной — Севастопольская улица. Наименование было дано в честь организации производства паровых турбин на заводе «Красный путиловец» (Кировский завод).
В 1950 году улицам Косинова и Севастопольской присвоили нынешние имена, а в 1955 году 2-я Турбинная улица стала просто Турбинной. Тогда же она была продлена до Новоовсянниковской улицы.

## Дома
Квартал между Турбинной, Оборонной, Севастопольской улицами и улицей Гладкова был возведён для рабочих Путиловского завода в 1931—1932 годах по проекту архитектора Симонова Г. А. Хоть в домах не предусмотрено ванных комнат, на то время жильё считалось элитным, и в указанных домах получали квартиры большей частью руководители.
Рядом был построен просторный банный комплекс «Ушаковские бани» (Турбинная, 13), а в двухэтажных пристройках этих зданий располагались: прачечная, детский сад, поликлиника, продуктовый и промтоварный магазин.
Промтоварный универмаг находился в 6-этажном доме 13 по Турбинной и Оборонной улицам. Во время Великой Отечественной войны в него попал снаряд и он был разрушен. В 1950-х годах остатки дома разобрали и на его месте разбили сквер. Сейчас[когда?] в планах Петербурга на этом месте строительство нового дома.
Один из домов, № 5 по Турбинной, был примечателен тем, что на его крыше сохранилась наблюдательная площадка времён Великой Отечественной войны. В 2010 году его снесла Ассоциация по сносу зданий. На освободившемся месте по заказу комитета по строительству администрации Санкт-Петербурга построили девятиэтажный жилой комплекс, подрядчик — ЗАО «ДСК „Блок“», входящий в ЛСР.

## Пересечения
- улица Гладкова
- Оборонная улица
- улица Зои Космодемьянской
- улица Белоусова